# Ballerina (film, 2006)
Pour les articles homonymes, voir Ballerina.
Pour plus de détails, voir Fiche technique et Distribution.
Ballerina est un documentaire français réalisé par Bertrand Normand, diffusé en 2006 à la télévision et sorti en salles en 2008.
Ce documentaire a pour sujet les ballerines du ballet du théâtre Mariinski de Saint-Pétersbourg.

## Synopsis
Le film retrace les efforts quotidiens des meilleures ballerinesballerines russes. Alina Somova est en dernière année d'apprentissage à l'école de danse de Saint-Pétersbourg et à la suite du ballet de fin d'année intègre la troupe du prestigieux théâtre Mariinski. Elle y retrouve Evguenia Obraztsova, connue du public non averti pour avoir joué dans Les Poupées russes de Cédric Klapisch. Elles dansent aux côtés des plus grandes étoiles comme Diana Vichneva.

## Fiche technique
- Titre : Ballerina
- Réalisation : Bertrand Normand
- Montage : Antonella Bevenja
- Format : 4/3 (télévision)
- Production : Adesif Productions et Les Films du Tamarin (Yann Brolli et Frédéric Podetti)
- Année de réalisation : 2006
- Durée : 77 min

## Distribution
- Ouliana Lopatkina
- Diana Vichneva
- Svetlana Zakharova
- Alina Somova
- Evguenia Obraztsova
- Alain Ghazal (narrateur - voix off)

## Accueil
Si Jean-François Rauger, dans Le Monde, porte une critique très positive en soulignant que « le réalisateur ne s'attache pas uniquement à la beauté des gestes, mais à la signification de ce qui représente toujours une sorte d'idéal dans la société russe d'aujourd'hui », à l'inverse Xavier Leherpeur dans le TéléCinéObs du Nouvel Observateur souligne qu'il « aurait fallu qu'il en rapporte autre chose que ces images vues mille fois (...) pour nous intéresser (...) il accouche d'un film générique (...) sans grande spécificité ni véritable intérêt. »